# Cholupice (tvrz)
Tvrz v Cholupicích je zaniklé panské sídlo v Praze v ulici Podchýšská v severní části obce.

## Historie
Ves Cholupice měli kolem roku 1300 v držení pražští měšťané. Nejstarším známým majitelem byl Petr od Kamene, po něm vlastnila ves rodina pražských patricijů Štuků z Cholupic. Tvrz se poprvé uvádí roku 1328 a v majetku Štuků byla až do počátku 16. století.
Vdova po Václavu Cholupickém se provdala za Martina ze Stranova a ten jako poručník jejích dětí prodal ves s tvrzí Mikuláši staršímu Hýzrlovi z Chodů. Protože na statek uplatňoval nárok také Zikmund Venclík z Vrchoviště, dostal se spor k úřadu desk zemských a ten roku 1521 rozhodl ve prospěch rodiny Hýzrlovy. Roku 1597 prodal Jindřich Hýzrle z Chodů tvrz s poplužním dvorem a dalšími pozemky Kryštofu Želinskému ze Sebuzína.
Ves byla připojena k panství Dolní Břežany, tvrz je naposledy připomínána roku 1650.

### Lokace
Tvrz se nacházela v místech panské zahrady u panského dvora. Stála na návrší, které z východní strany obtékal potok a ze severní a západní strany rybníčky.
K roku 1908 se dochovala 3 metry vysoká okrouhlá věž, severně nad rybníkem kus asi 3 metry vysoké obvodové zdi s malou střílnou a na tvrzišti zasypané sklepy. Při výkopech na zahrádce byly nalezeny štukové kameny.